# Saumeray
Saumeray é uma comuna francesa na região administrativa do Centro, no departamento Eure-et-Loir. Estende-se por uma área de 19,59 km². Em 2010 a comuna tinha 510 habitantes (densidade: 26 hab./km²).